# Refazenda
Refazenda é um álbum de 1975 do cantor, compositor e músico Gilberto Gil.

## Faixas
Todas as canções escritas por Gilberto Gil, exceto onde notado.
| Lado 1 |                             |                         |         |  |
| N.º    | Título                      | Compositor(es)          | Duração |  |
| 1.     | "Ela"                       |                         | 2:53    |  |
| 2.     | "Tenho Sede"                | Dominguinhos, Anastácia | 3:46    |  |
| 3.     | "Refazenda"                 |                         | 3:08    |  |
| 4.     | "Pai e Mãe"                 |                         | 3:52    |  |
| 5.     | "Jeca Total"                |                         | 2:53    |  |
| 6.     | "Essa é pra Tocar no Rádio" |                         | 3:03    |  |

| Lado 2         |                                             |                             |         |  |
| N.º            | Título                                      | Compositor(es)              | Duração |  |
| 7.             | "Ê, Povo, Ê"                                |                             | 4:11    |  |
| 8.             | "Retiros Espirituais"                       |                             | 4:51    |  |
| 9.             | "O Rouxinol"                                | Gilberto Gil, Jorge Mautner | 2:39    |  |
| 10.            | "Lamento Sertanejo (Forró do Dominguinhos)" | Gilberto Gil, Dominguinhos  | 4:20    |  |
| 11.            | "Meditação"                                 |                             | 1:52    |  |
| Duração total: | Duração total:                              | Duração total:              | 37:28   |  |

## Ficha Técnica
- Gravadora: Warner Music
- Direção de produção: Mazzola
- Coordenação musical e arranjos de orquestra: Perinho Albuquerque
- Arranjos de base: Gilberto Gil
- Técnico de gravação: Luigi, João Moreira e Luiz Cláudio
- Assistentes: Paulo Sérgio e José Guilherme
- Mixagem: Mazola
- Fotos: João Castrioto
- Capa: Aldo Luiz
- Marca de Refazenda: Rogério Duarte

## Recepção
Depois do experimentalismo da época do Tropicalismo e da primeira metade da década de 1970, Gil surpreendeu o público e a crítica com a sonoridade mais simples de Refazenda, inspirada no baião e nos ritmos nordestinos. Segundo a crítica Ana Maria Bahiana, tratava-se porém de uma falsa simplicidade, em que o músico se propunha a retomar elementos da tradição musical brasileira e transformá-los por meio de um "despojamento voluntário". Da mesma forma, José Miguel Wisnik apontou um "jogo sutil de imprevistos" no rendado dos arranjos.
O sucesso do disco, porém, levou o compositor a estendê-lo na "Trilogia Re", completada por Refavela (1977) e Realce (1979), tendo ainda no meio destes o disco ao vivo com Rita Lee, o Refestança (1977).

## As canções
Refazenda se apoia no neologismo do título para, com influência do movimento hippie, falar sobre o meio ambiente e defender uma aproximação com a natureza. Antônio Risério vê no abacateiro, com quem o autor dialoga, uma representação da Árvore da Vida.
Pai e Mãe, o único chorinho do álbum, é outro exemplo de uma forma musical tradicional, com acompanhamento por um regional, em oposição a uma letra que desafia os valores conservadores, com o autor falando abertamente de "beijar outros homens".
Zizi Possi regravou Meditação no álbum Valsa Brasileira (1993)